# Elytrimitatrix michelii
Elytrimitatrix michelii là một loài bọ cánh cứng trong họ Cerambycidae.